# 232363 Jeanettethorn
232363 Jeanettethorn è un asteroide della fascia principale interna. Scoperto nel 2002, presenta un'orbita caratterizzata da un semiasse maggiore pari a 2,250750 UA e da un'eccentricità di 0,144091, inclinata di 2,348503° rispetto all'eclittica.
Janette C. Thorn è una dirigente amministrativa americana, specialista capo presso il Southwest Research Institute. Ha supportato la missione New Horizons della NASA durante la proposta di missione, l'assegnazione del contratto e la costruzione del veicolo spaziale, contribuendo a rendere possibile il lancio della missione nel 2006 e il volo verso Plutone e la Fascia di Kuiper.